# Banchus japonicus
Banchus japonicus là một loài tò vò trong họ Ichneumonidae.